# Ansambel Vikend
Ansambel Vikend je narodnozabavna zasedba, ki je nastala leta 2009. Šteje pet članov. Sedež ima v Vinski Gori. Ansambel je prepoznaven po številnih uspešnicah in festivalskih nagradah.

## Zasedba
Ustanovni člani so bili vodja Rajko Petek, Miha Volk, Miha Lesjak in Peter Osetič. Leta 2012 se je ansamblu kot peti član pridružil še Melvin Majcen. Dve leti pozneje, leta 2014, je prišlo do prve zamenjave. Osetič je zapustil ansambel, namesto njega se je ansamblu pridružil Gregor Gramc, nekdanji član ansambla Nemir. Do nove menjave je prišlo leta 2016, ko je Majcna nadomestil Dejan Bojanec, nekdaj član skupine Turbo Angels, ansambla Topliška pomlad in ansambla Štrajk. Tudi z njim so se po letu in pol razšli. Namesto njega se jim je v začetku leta 2018 pridružil Primož Osek, pred tem član ansambla Poet in ansambla Mladi upi. Tako sedaj delujejo v zasedbi Rajko Petek kot harmonikar, Miha Volk kot kitarist, Gregor Gramc kot basist ter Miha Lesjak in Primož Osek kot vokalista.

## Delovanje
Zasedba je bila ustanovljena leta 2009. Še istega leta so se uspešno predstavili na svojem prvem festivalu, in sicer novoletnem festivalu v Dolenjskih Toplicah. Že naslednje leto, leta 2010, so se odpravili na turnejo po ZDA in Kanadi, kjer so igrali slovenskim izseljencem. Med drugim so igrali na sprejemu ultramaratonskega plavalca Martina Strela v Torontu. Istega leta so se uspešno predstavili na kar petih festivalih, kar je pripomoglo, da so na prireditvi Slovenski slavček prejeli nagrado za najbolj obetavno skupino leta.
Leta 2011 so posneli videospot za skladbo Izgubil sem vse, ki je še vedno njihova najbolj predvajana skladba. 
Leta 2011 so skupaj s Skupino Gadi in Ansamblom Naveza posneli pesem Slovenski narodnjak, ki je bila uporabljena kot »himna« in uvod v koncert Zavriskaj muzikant v Športni dvorani Marof v Novem mestu 14. oktobra 2011, s katerim so obeležili 5 let delovanja portala Narodnjak.si. Za to pesem je bil posnet tudi videospot. Tega leta so bili še tretjič zapored nagrajeni na festivalu v Dolenjskih Toplicah, uvrstili pa so se tudi v finale festivala na Vurberku.
V vseh naslednjih letih so nizali uvrstitve v finale praktično vseh narodnozabavnih festivalov. Na večini izmed njih so bili tudi nagrajeni. Največji uspeh predstavlja zmaga na najprestižnejšem festivalu Slovenska polka in valček leta 2015, saj je njihov valček Sin zmagal tako po odločitvi strokovne komisije kot tudi po glasovih gledalcev.
V letu 2013 so pripravili skupni projekt z Veselimi Dolenjci (skladba Če muzikanta imela boš za fanta), za katero so tudi posneli videospot. V istem letu so posneli še videospot za skladbo Za lepši spomin.
Leta 2014 so izdali pesem z videospotom v sodelovanju z Ansamblom Ognjeni muzikanti z naslovom Ognjeni vikend. V istem letu so posneli še videospot za polko Ko polko urežem. V letu 2015 pa še videospot za skladbo Lahko bi te objel.
V letih 2011, 2013 in 2014 so pripravili tri promocijske koncerte v Večnamenski dvorani v Vinski Gori. S prvim so obeležili drugo obletnico delovanja in izdajo prvega albuma Tebi, Vinska Gora. Na koncertih so kot gostje nastopili tudi mnogi drugi ansambli, med njimi Modrijani, Gadi, Poskočni muzikanti, Veseli Dolenjci in Pogum.
V letu 2015 so posneli videospot s produkcijo Pratnemer za zmagovalni valček Sin. V letu 2016 so posneli z isto produkcijo še videospota Mala in Moj dan, naslednje leto pa še videospot za skladbo Daj, povej.

## Uspehi
Ansambel Vikend je na pomembnejših festivalih osvojil vrsto nagrad:
- 2009: Festival Dolenjske Toplice – Nagrada za najboljšo instrumentalno izvedbo (Skladba: Tebi Vinska Gora).
- 2010: Festival Števerjan – Nagrada za najboljšega debitanta (Skladbi: Mali velikani in Ptice spev).
- 2010: Graška Gora poje in igra – Nagrada občinstva in srebrni pastirček (Skladbi: Ko se pravljica konča in Vikend polka).
- 2010: Festival Debeli Hrib – 3.nagrada strokovne komisije (Skladba: Spomin na ljubezen).
- 2010: Festival Luče – 3.nagrada občinstva, 1.nagrada strokovne komisije in zlati klopotec za absolutne zmagovalce festivala.
- 2010: Festival Dolenjske Toplice – 3.nagrada strokovne komisije (Skladba: Otroci naš zaklad).
- 2010: Slovenski slavček – Nagrada za najbolj obetavno skupino v letu 2010.
- 2011: Festival Dolenjske Toplice – Nagrada za najboljšo vokalno izvedbo in 2. nagrada strokovne komisije (Skladba: Takšni smo).
- 2012: Festival Dolenjske Toplice – Zlati termalček (Skladba: Kam so šle spominčice).
- 2013: Večer slovenskih viž v narečju – Nagrada za najboljšo melodijo festivala (Skladba: Pa ka pa puol).
- 2013: Festival Števerjan – Izbrani za predizbor Alpen Grand Prix (Skladba: Spodobi se).
- 2013: Slovenska polka in valček – Finalisti festivala, valček Ljubezen razdeljena je bil med vsemi skladbami po številu točk na 2. mestu.
- 2014: Festival Vurberk – Zlati zmaj, Šifrarjeva plaketa, nagrada za najboljšo skladbo po izboru radijskih postaj. (Skladbi: Zaljubljen in Stala je sama).
- 2014: Festival Ptuj – Najboljša skladba v celoti (seštevek glasov občinstva, strokovne komisije + televoting), 1. nagrada strokovne komisije za najboljši ansambel med ostalimi zasedbami (Skladbi: Ko polko urežem in Nekoč bova skupaj).
- 2015: Slovenska polka in valček – 1. nagrada strokovne komisije za najboljšo skladbo v celoti, 1. nagrada občinstva za najboljši valček leta 2015, skupni zmagovalci po številu točk med polkami in valčki (Skladba: Sin).
- 2016: Festival Števerjan – Finalisti festivala, nagrada za najboljše besedilo, ki ga je napisal član ansambla Dejan Bojanec (Skladba: Ne joči, mami).
- 2016: Festival Ptuj – 1. nagrada občinstva za skladbo Staram se, 1. nagrada strokovne komisije za najboljši ansambel med ostalimi zasedbami, Korenova plaketa za najboljšo vokalno izvedbo.

Nekajkrat niso osvojili nagrad, so pa bili finalisti festivalov:
- 2011: Festival Vurberk – Finalisti festivala (Skladbi: Izgubil sem vse in Muzikantova povest).
- 2012: Festival Števerjan – Finalisti festivala (Skladba: Godec z dušo).
- 2013: Festival Ptuj – Finalisti festivala (Skladbi: Zakaj si ne priznaš in Za lepši spomin).
- 2014: Festival Števerjan – Finalisti festivala (Skladba: Lahko bi te objel).

## Diskografija
Ansambel Vikend je do sedaj izdal štiri albume:
1. Tebi, Vinska Gora (2011)
2. Ljubezen razdeljena (2013)
3. Godec z dušo (2014)
4. Sin (2018)

## Največje uspešnice
Ansambel Vikend je najbolj poznan po naslednjih skladbah:
- Če muzikanta imela boš za fanta
- Daj, povej
- Godec z dušo
- Izgubil sem vse
- Ko polko urežem
- Mala
- Moj dan
- Ne joči, mami
- Nekoč bova skupaj
- Sin
- Slovenski narodnjak (z Gadi in Navezo)
- Staram se
- Zaljubljen